# جاده ئی۳۰ اروپا
جاده ئی۳۰ اروپا (به انگلیسی: European route E30) یکی از جاده‌های اصلی قاره اروپا است.
این جاده که از شهر کورک (ایرلند) شروع شده، در شهر امسک (روسیه) به پایان میرسد و مسافت آن ۴۹۲۰ کیلومتر است.